# Icy Strait Point
Icy Strait Point è una località turistica di proprietà privata a circa 2 km dalla cittadina di Hoonah situata nella parte nord-est dell'isola di Chichagof (Chichagof Island) nella parte meridionale dell'Alaska.

## Storia
La proprietà è della Huna Totem Corporation, una corporazione di nativi di Hoonah e altre zone fondata nel 1971 con la legge "Alaska Native Claims Settlement Act". Il sito acquistato nel 1996 è stato aperto alle navi da crociera nel 2004.

## Turismo
La località comprende un museo, ristorante e negozi. Inoltre è un punto di partenza per escursioni a terra. L'attrazione più importante è il "ZipRider" (Zip-line) lunga 1.620 metri per un dislivello di 410 metri.

### Il porto di attracco delle navi da crociera

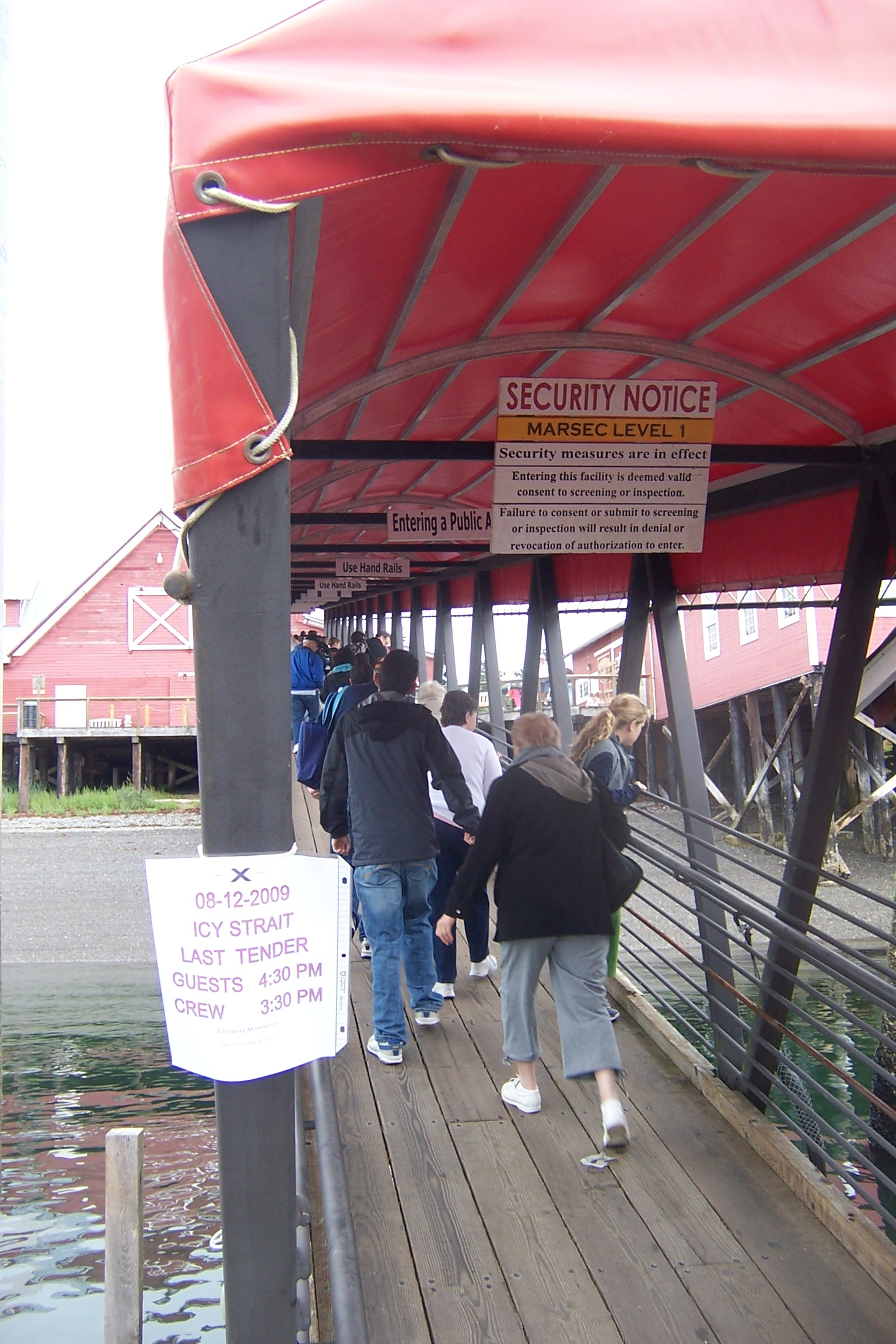
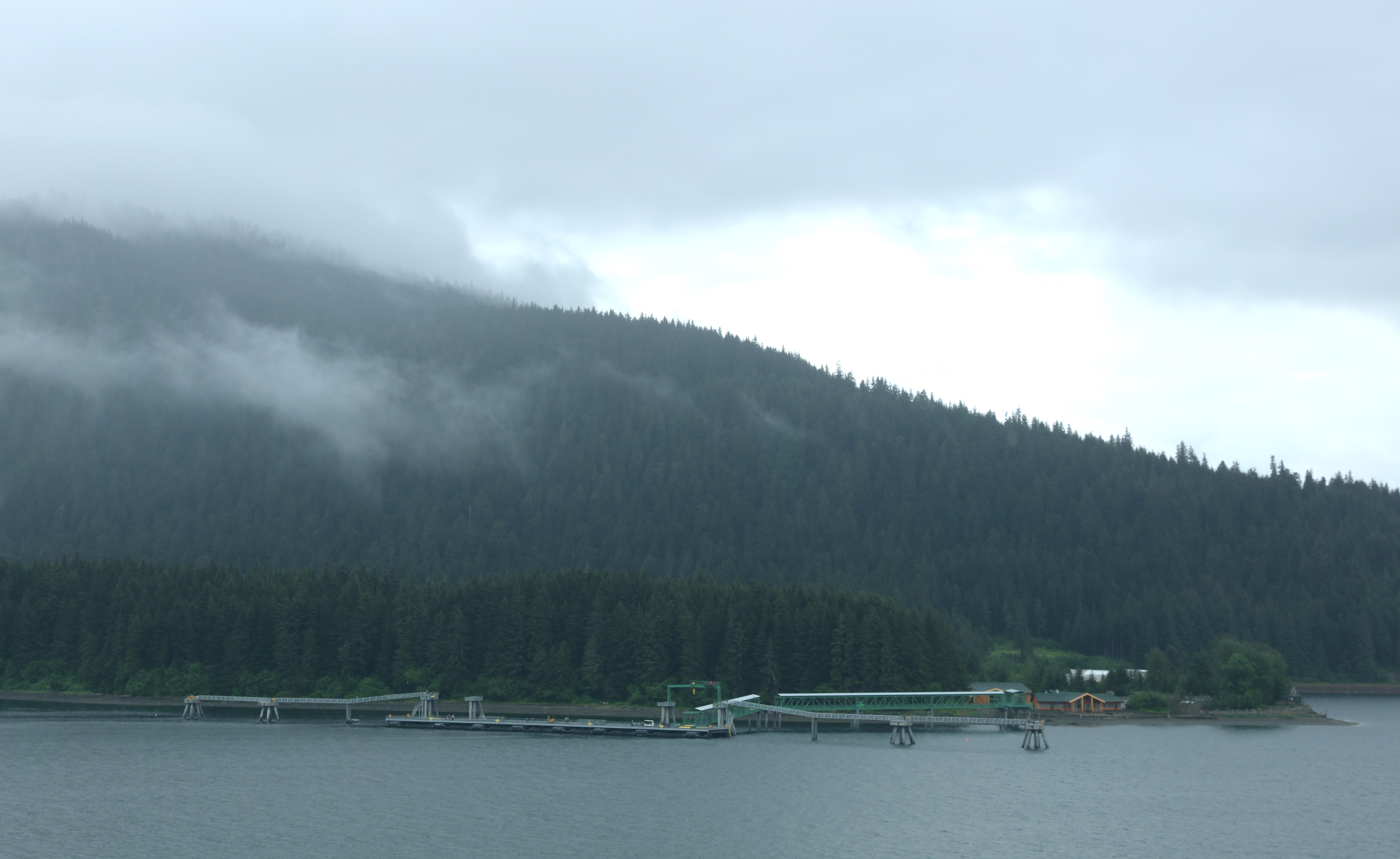
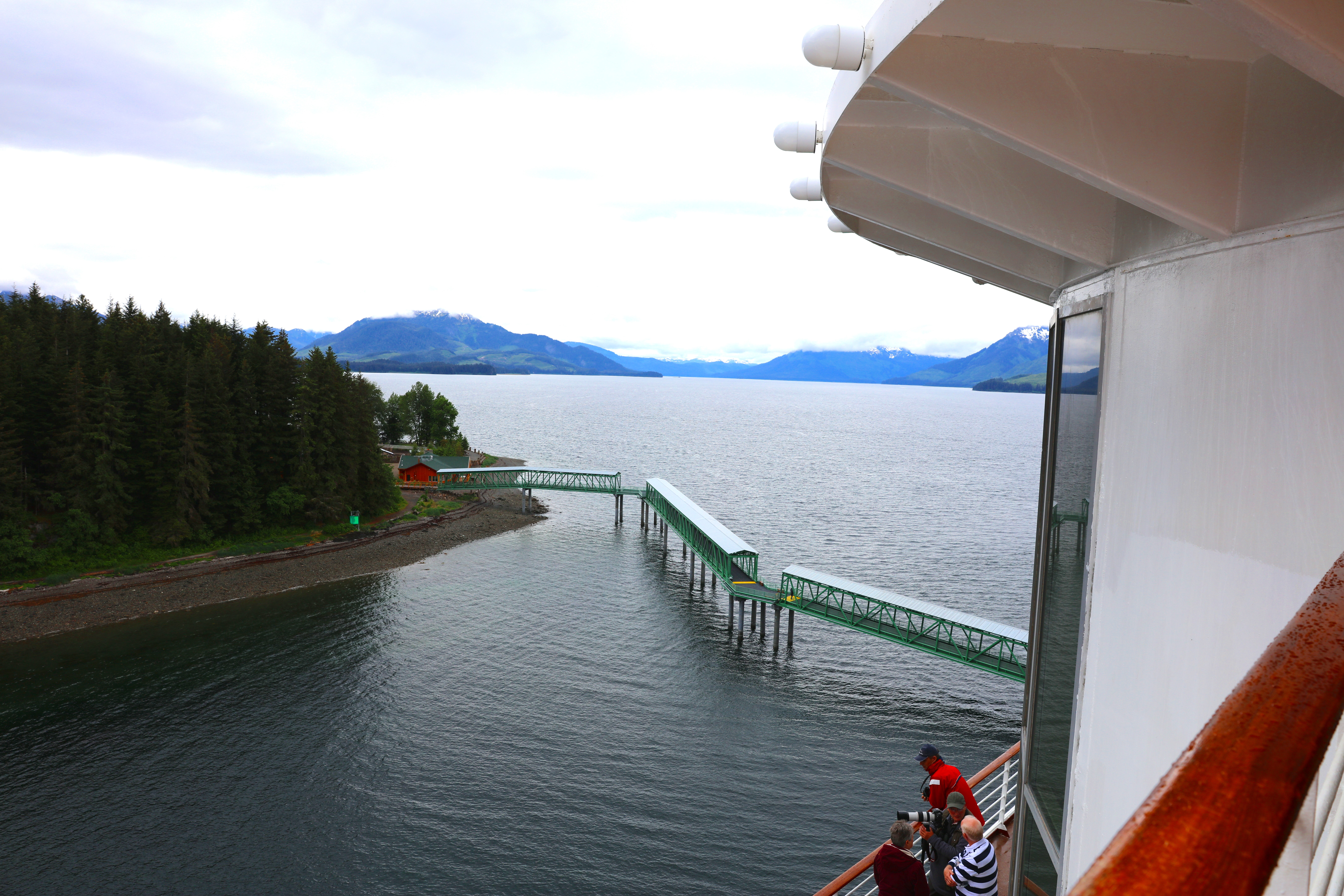

### La zip-line

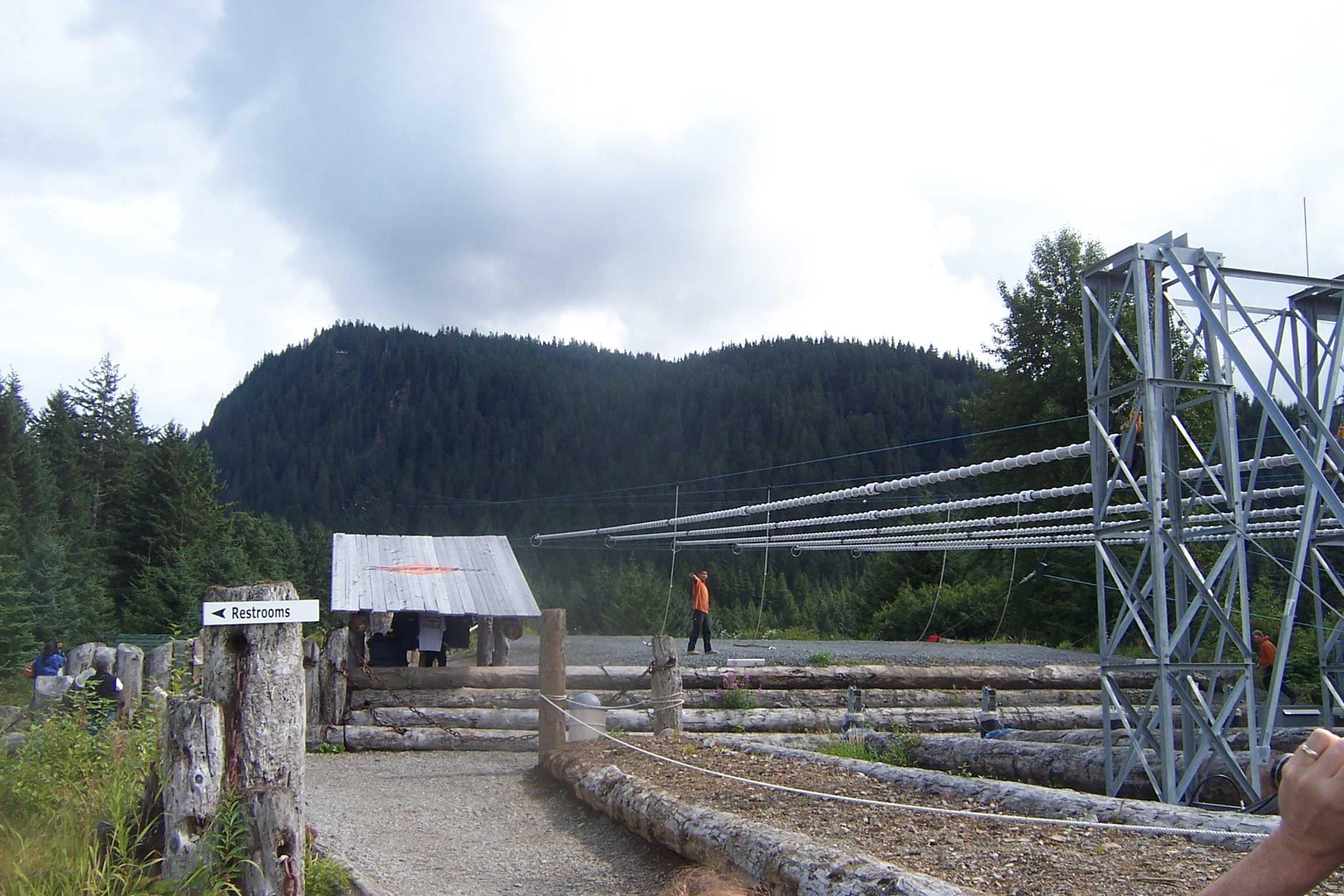

### Il museo e altro

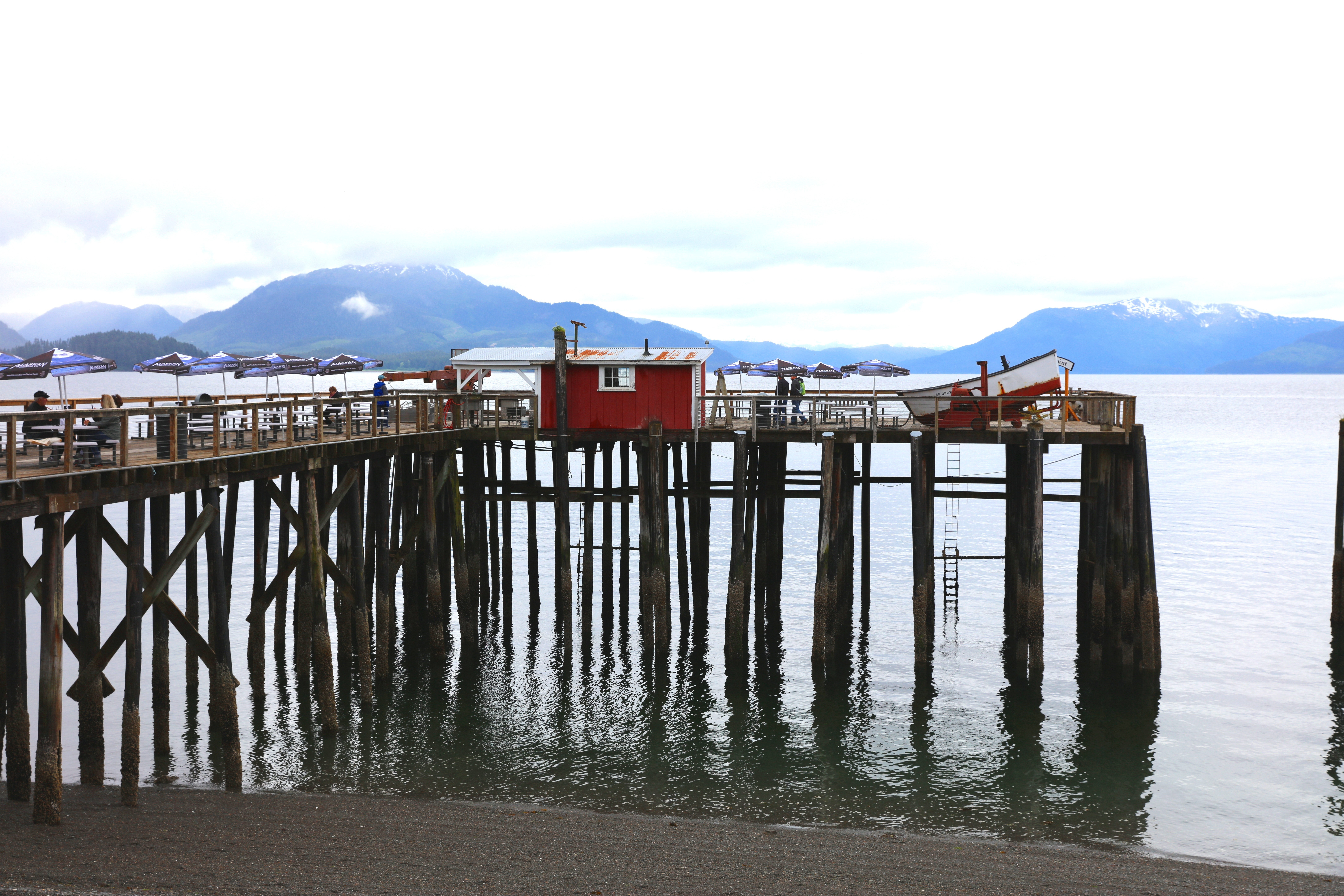
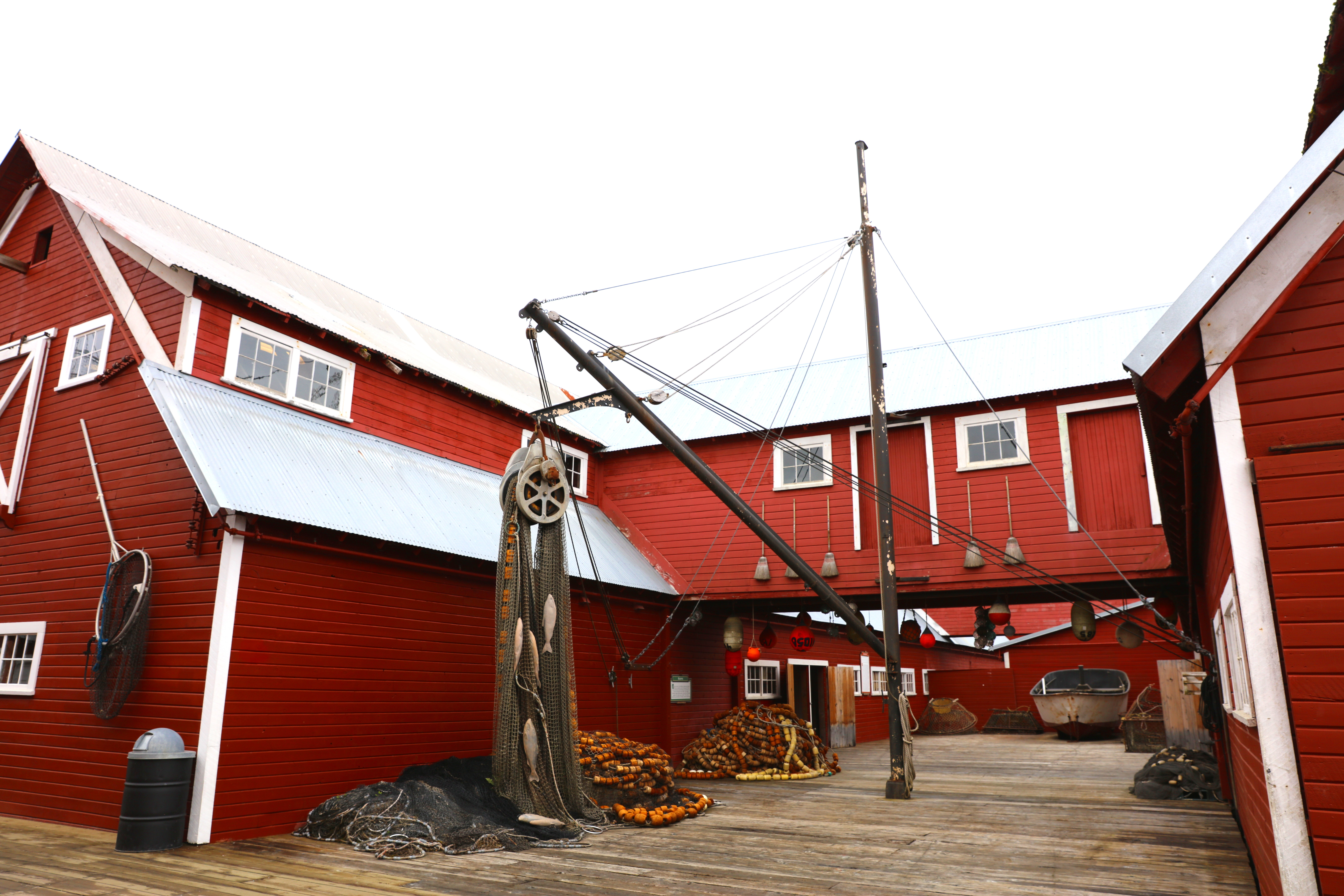
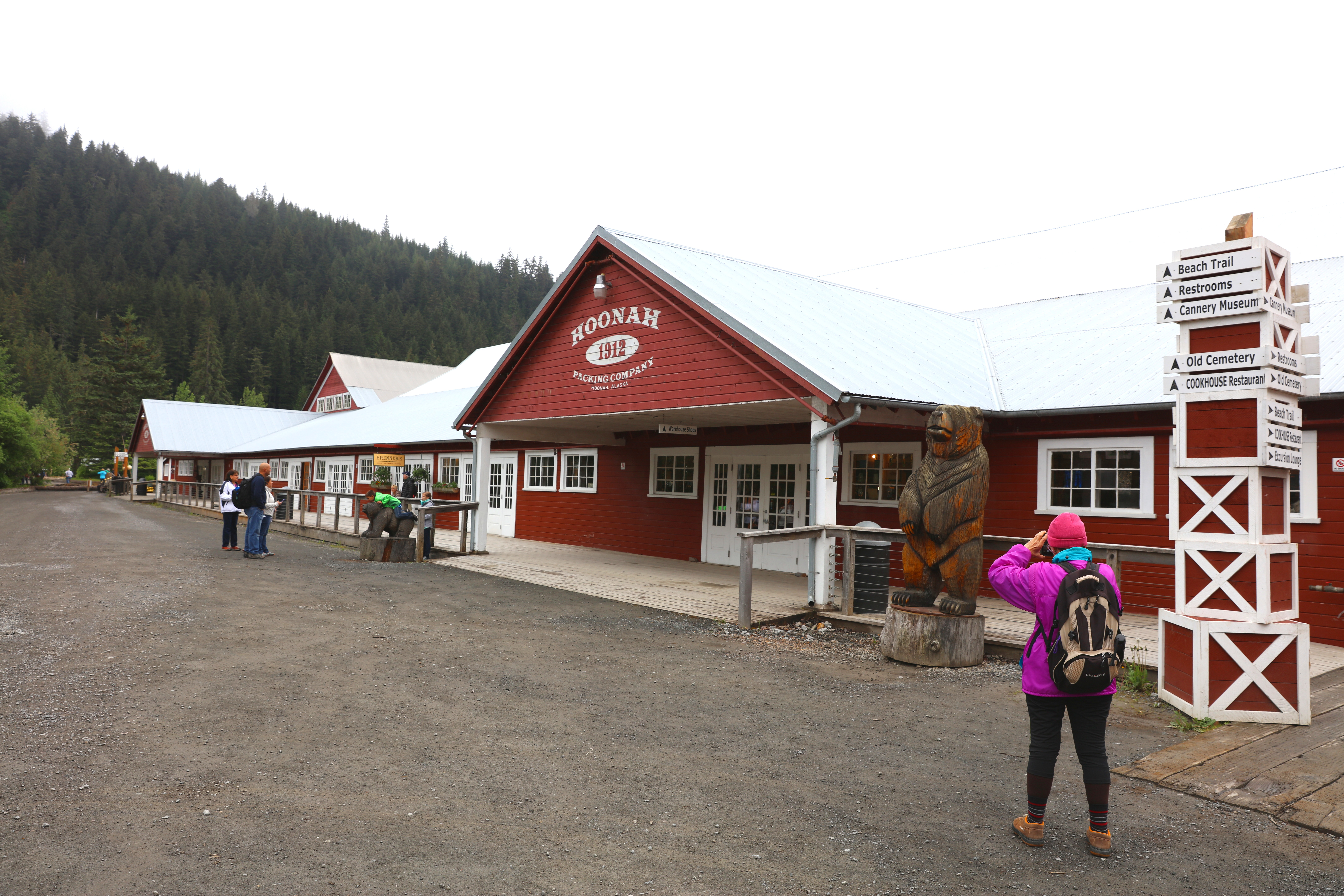
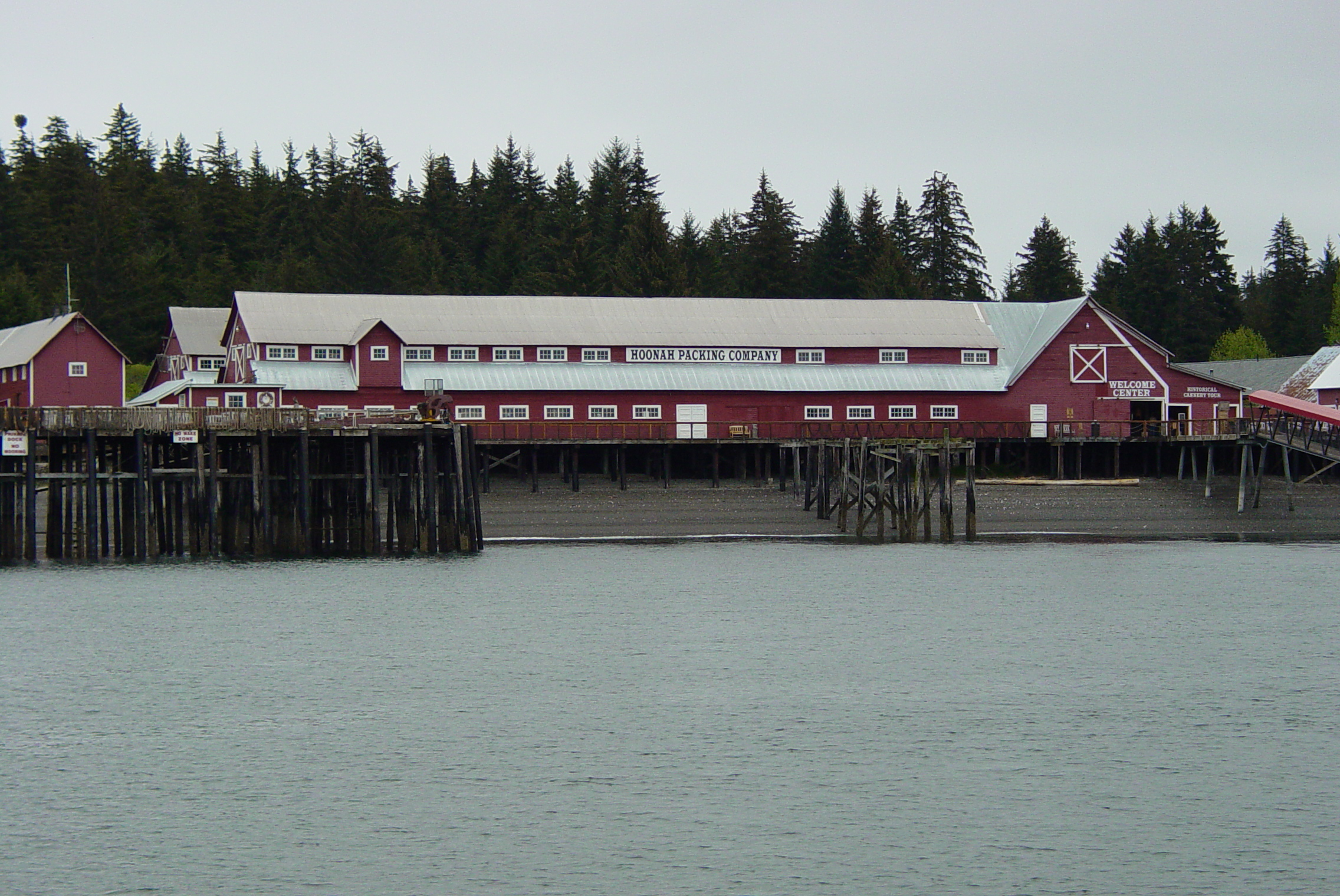

### Dintorni

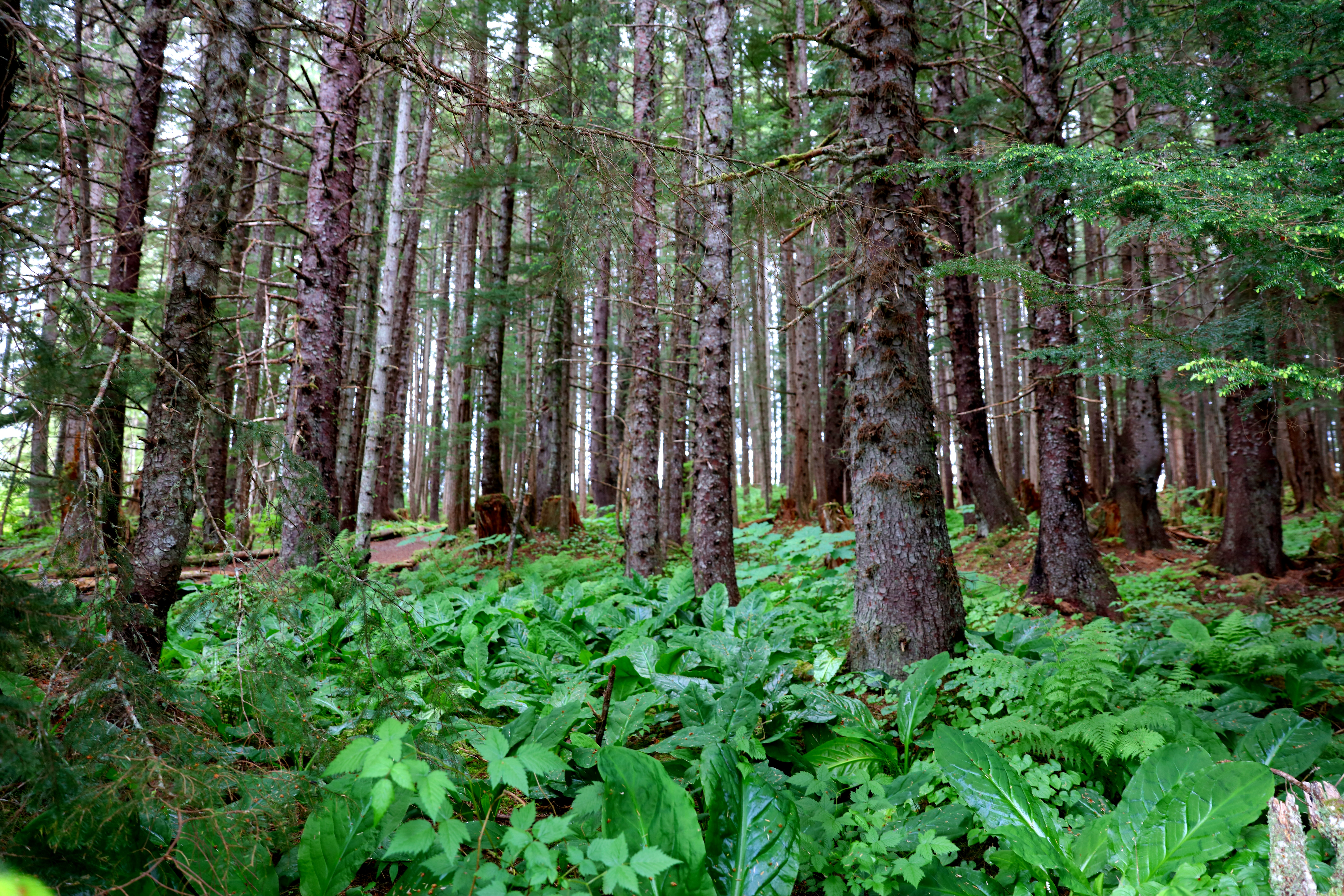
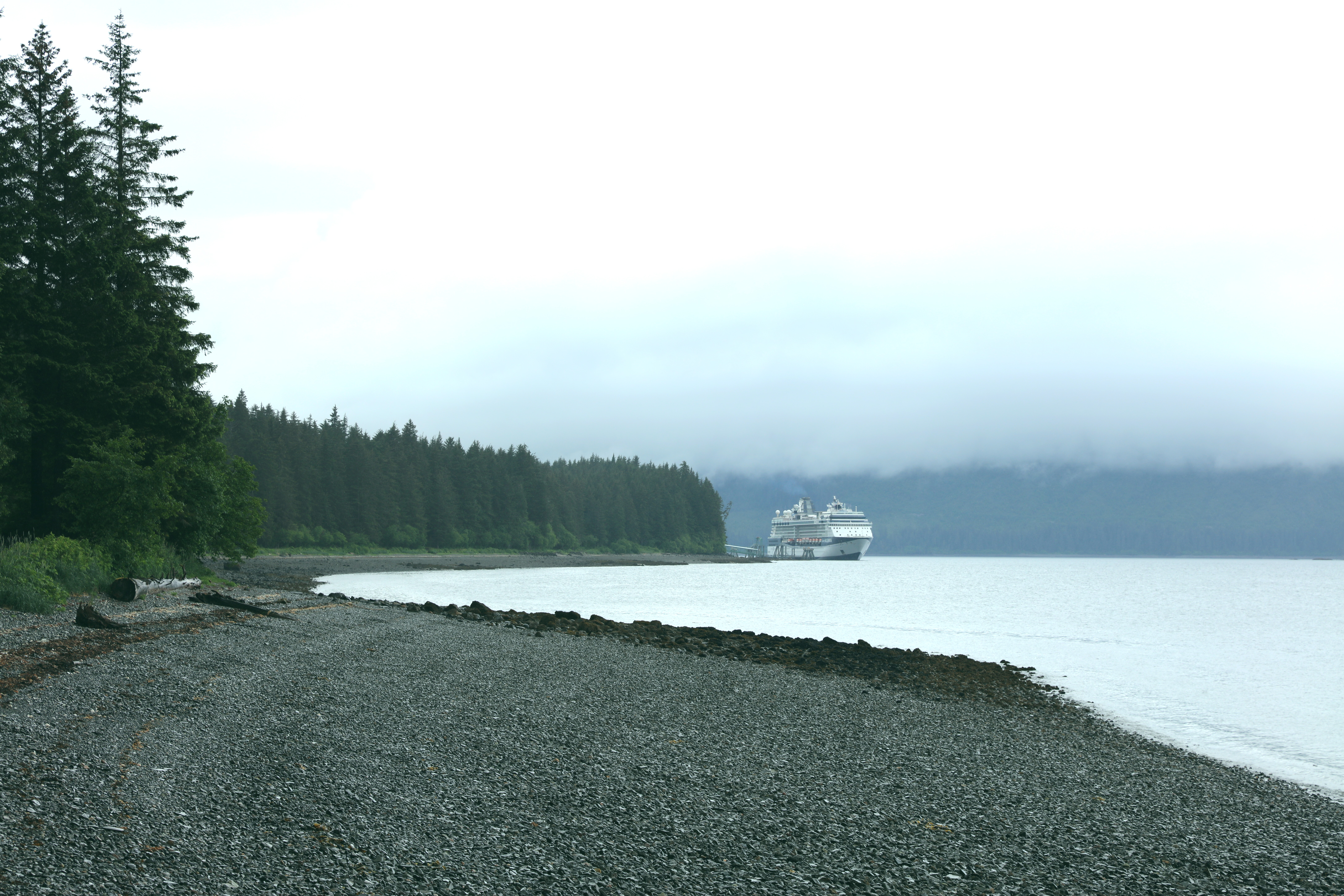
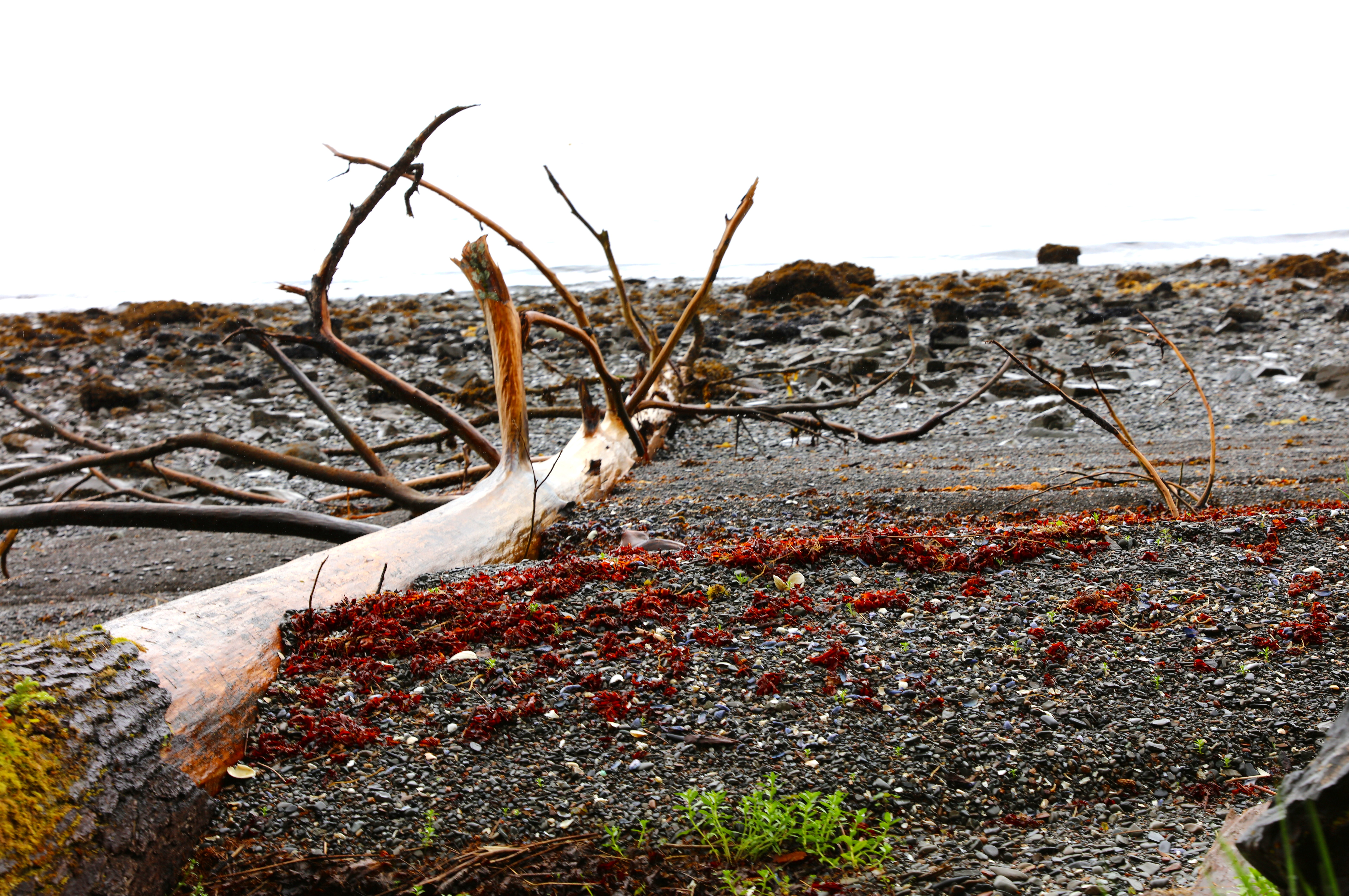
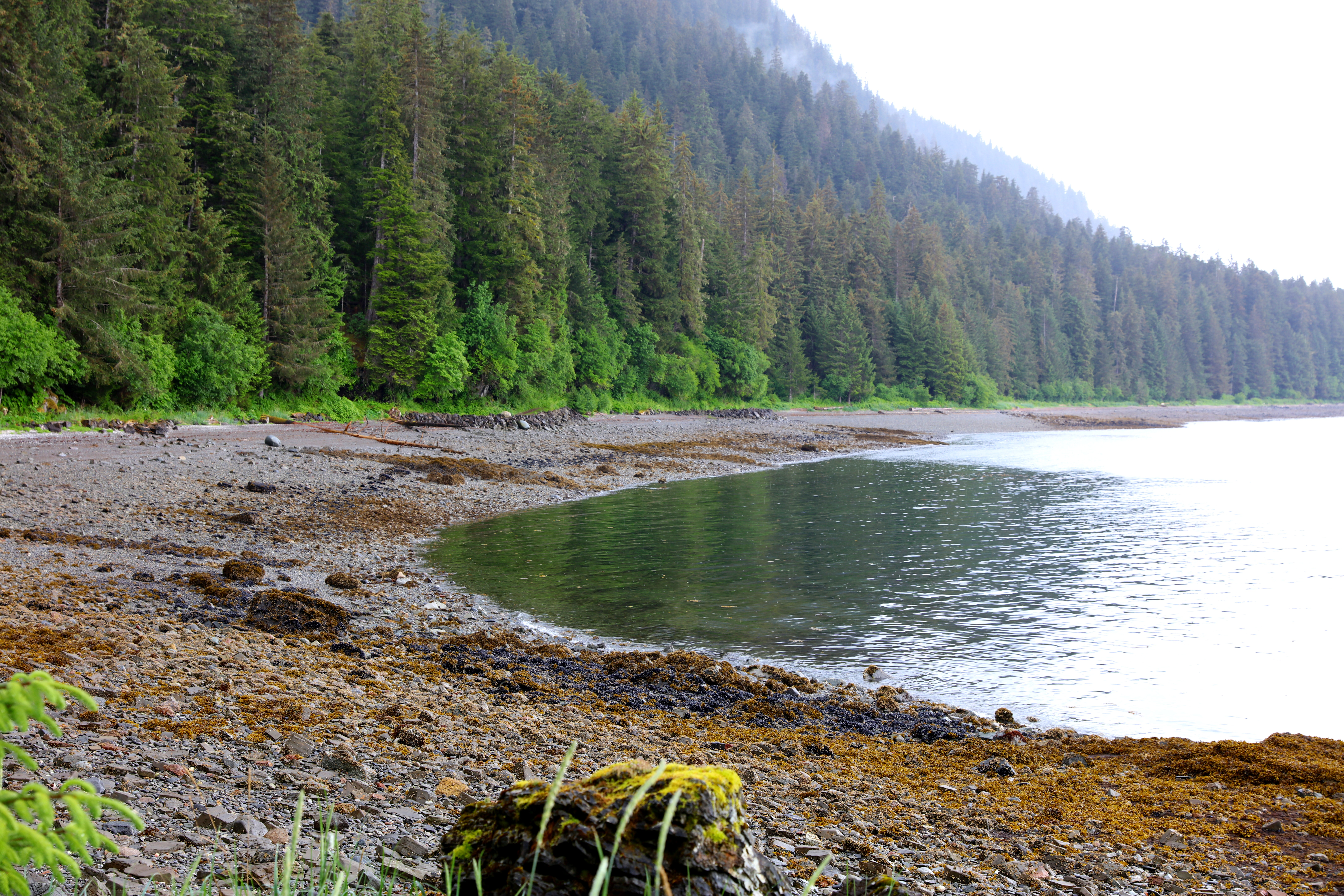
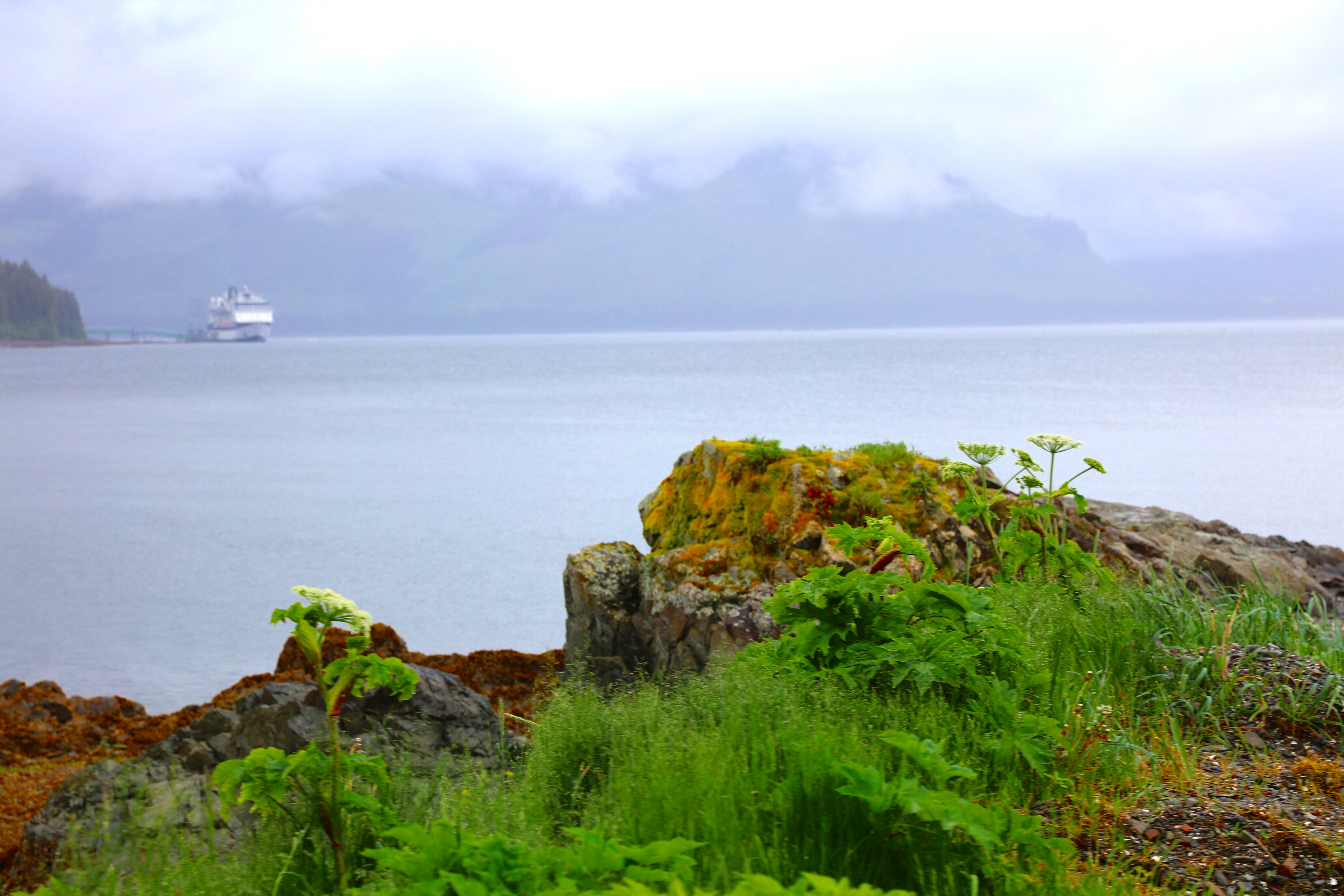
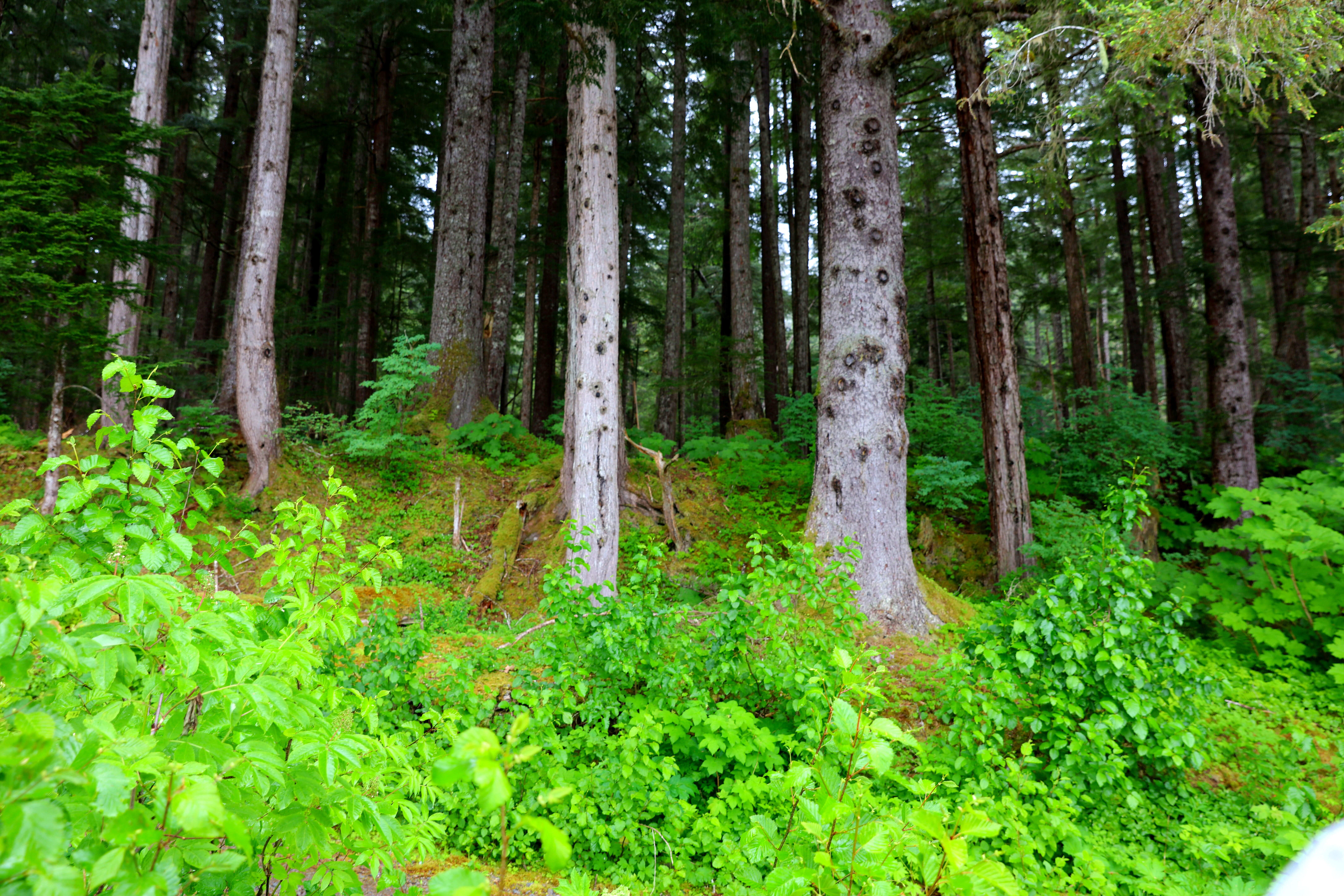